# Sweet Dreams (Ola Ola E)
Sweet Dreams (Ola Ola E) (englisch für „Süße Träume“) ist ein Lied des Eurodance-Duos La Bouche. Der Song ist die erste Singleauskopplung des Debütalbums Sweet Dreams und wurde am 12. März 1994 veröffentlicht.

## Inhalt
| Liedteil   | Künstler         |
| Refrain    | Melanie Thornton |
| 1. Strophe | Melanie Thornton |
| 2. Strophe | Melanie Thornton |
| 3. Strophe | Lane McCray      |

In Sweet Dreams (Ola Ola E) beschreibt Sängerin Melanie Thornton Träume von rhythmischem Tanz und Bewegung, die sie durch die Nacht tragen. Dabei wird der Hörer aufgefordert, sich auf die Musik einzulassen und ebenfalls zu tanzen. Lane McCray verleiht dieser Forderung in seiner gerappten Strophe Nachdruck und animiert die Hörer, sich schneller zu bewegen und auf der Party zur Musik abzugehen.

“Sweet dreams of rhythm and dancin’

Sweet dreams of passion through the night

Sweet dreams are takin’ over

Sweet dreams of dancin’ through the night (Oh-oh, oh)”

## Produktion
Der Song wurde von den deutschen Musikproduzenten Frank Farian, Ulli Brenner und Gerd Amir Saraf produziert. Letzterer fungierte neben Melanie Thornton, Robert Haynes und Mehmet Sönmez auch als Autor.

## Musikvideos
Zu Sweet Dreams (Ola Ola E) wurden zwei verschiedene Musikvideos in Europa und den Vereinigten Staaten veröffentlicht. Bei der europäischen Version führte Nigel Simpkiss Regie. Zu Beginn sitzt Melanie Thornton auf einem goldenen Thron, während sie den Song singt. Anschließend tanzen sie und Rapper Lane McCray in einer Art indischem Zelt zwischen Kerzen, Feuer, Vorhängen und Backgroundtänzern. Einige Szenen zeigen die Sängerin in einem großen Bett mit Leopardenbettwäsche liegend. Gegen Ende ist auch ein Springbrunnen im Hintergrund zu sehen. Die US-Version wurde von Zak Ové gedreht und zeigt Melanie Thornton und Lane McCray, die das Lied größtenteils in den Straßen einer Großstadt zwischen zahlreichen Leuten singen und dabei tanzen. Zwischendurch sieht man Autos durch einen Wasserkanal fahren.

## Single

### Covergestaltung
Das Singlecover zeigt einen roten Mund mit geschlossenen Lippen vor schwarzem Hintergrund. Im oberen Teil des Bilds befinden sich die Schriftzüge Sweet Dreams und (Ola Ola E) in Rot und Weiß, während der weiße Schriftzug La Bouche am unteren Bildrand steht. In den Klammerzusatz „Ola Ola E“ ist dreimal der hellblaue Buchstabe ‚H‘ darübergedruckt, so dass man auch „Hola Hola Eh“ lesen kann. – Der Titel 5 der Maxi-Single lautet denn auch Hola Mix. Das Cover der Remixversion zeigt mehrere rote Münder und mittig den weißen Schriftzug La Bouche vor schwarzem Hintergrund. Oben im Bild befindet sich der weiße Titel Sweet Dreams, während die orange Anmerkung Remix +++ Euro Mixes am unteren Bildrand steht.

### Titellisten
Maxi 1:
1. Sweet Dreams (Ola Ola E) (Radio Version) – 3:23
2. Sweet Dreams (Ola Ola E) (Club Mix) – 4:55
3. Sweet Dreams (Ola Ola E) (House Mix) – 6:38
4. Sweet Dreams (Ola Ola E) (Oriental Mix) – 5:17
5. Sweet Dreams (Ola Ola E) (Hola Mix) – 5:10

Maxi 2 (UK):
1. Sweet Dreams (Ola Ola E) (Radio Version) – 3:48
2. Sweet Dreams (Ola Ola E) (Loveland’s Full on Vocal 12″) – 6:55
3. Sweet Dreams (Ola Ola E) (Loveland’s Nrgetically Executed Dub) – 5:50
4. Sweet Dreams (Ola Ola E) (Club Mix) – 4:55
5. Sweet Dreams (Ola Ola E) (House Mix) – 6:38
6. Sweet Dreams (Ola Ola E) (Loveland’s Breaker Dub) – 6:18

Remix-Maxi:
1. Sweet Dreams (Ola Ola E) (Airplay Edit) – 3:58
2. Sweet Dreams (Ola Ola E) (Loveland UK Mix) – 7:00
3. Sweet Dreams (Ola Ola E) (Italian No. 1 Mix) – 5:09
4. Sweet Dreams (Ola Ola E) (French ‘hit des clubs’ Mix) – 5:35
5. Sweet Dreams (Ola Ola E) (House Mix) – 6:38

### Chartplatzierungen
Sweet Dreams (Ola Ola E) stieg am 29. August 1994 auf Platz 83 in die deutschen Singlecharts ein und erreichte acht Wochen später mit Rang acht die höchste Position. Insgesamt hielt es sich 22 Wochen lang in den Top 100, davon sieben Wochen in den Top 10. Weitere Top-10-Platzierungen gelangen unter anderem mit Rang drei in Österreich, Position fünf in der Schweiz und Platz acht in Australien. In den deutschen Single-Jahrescharts 1994 erreichte der Song Rang 51.
| ChartsChartplatzierungen       | Höchstplatzierung | Wochen |
| ------------------------------ | ----------------- | ------ |
| Deutschland (GfK)              | 8 (22 Wo.)        | 22     |
| Österreich (Ö3)                | 3 (13 Wo.)        | 13     |
| Schweiz (IFPI)                 | 5 (13 Wo.)        | 13     |
| Vereinigtes Königreich (OCC)   | 44 (4 Wo.)        | 4      |
| Vereinigte Staaten (Billboard) | 13 (32 Wo.)       | 32     |

| ChartsJahrescharts (1994) | Platzierung |
| ------------------------- | ----------- |
| Deutschland (GfK)         | 51          |

| ChartsJahrescharts (1996)      | Platzierung |
| ------------------------------ | ----------- |
| Vereinigte Staaten (Billboard) | 37          |

### Verkaufszahlen und Auszeichnungen
Sweet Dreams (Ola Ola E) erhielt im Jahr 1995 in Deutschland für mehr als 250.000 verkaufte Einheiten eine Goldene Schallplatte.

| Land/Region        | Auszeichnungen für Musikverkäufe (Land/Region, Auszeichnung, Verkäufe) | Verkäufe |
| ------------------ | ---------------------------------------------------------------------- | -------- |
| Australien (ARIA)  | Gold                                                                   | 35.000   |
| Deutschland (BVMI) | Gold                                                                   | 250.000  |
| Insgesamt          | 2× Gold ·                                                              | 285.000  |